# Isocyanure de méthyle
L'isocyanure de méthyle est un composé chimique de formule CH3NC. Ce liquide incolore de la famille des isonitriles est un isomère de l'acétonitrile CH3CN, mais sa réactivité est cependant très différente. Il est utilisé principalement pour réaliser des hétérocycles à cinq atomes ; il peut également intervenir comme ligand en chimie organométallique.
L'isocyanure de méthyle a été préparé pour la première fois par A. Gautier en faisant réagir du cyanure d'argent (AgCN) avec de l'iodométhane (CH3I), mais la méthode habituelle pour le préparer est par déshydratation du N-méthylformamide (CH3NHCHO).
De l'isocyanure de méthyle a été détecté dans le milieu interstellaire.